# Distretto di Ysyk-Köl
Il distretto di Ysyk-Köl (in kirghiso Ысык-Көл району?, Isık-Köl rayonu) è un distretto (raion) del Kirghizistan con  capoluogo Čolponata.

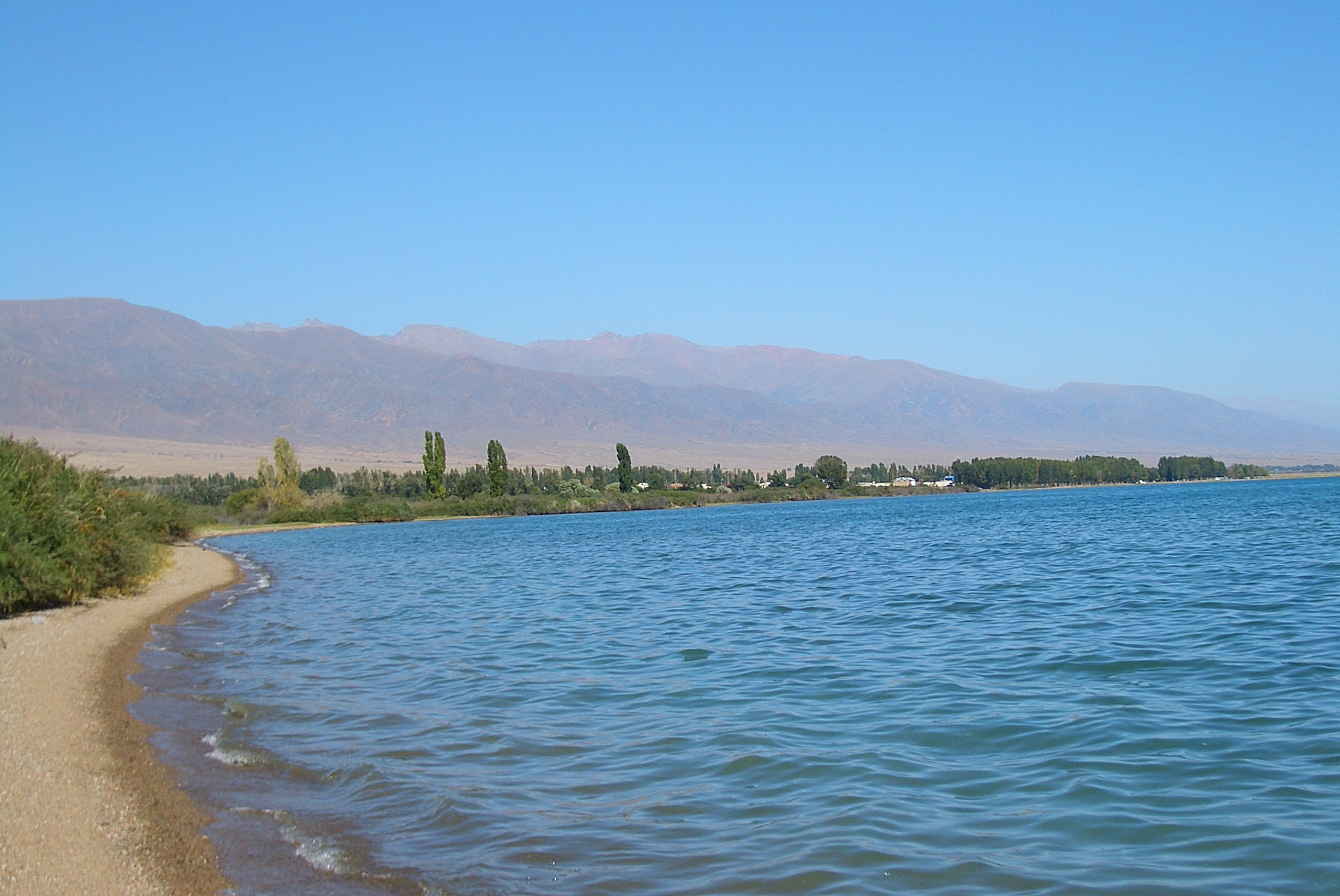
Scorcio del lago Ysyk-Köl nei dintorni di Tamchy

## Città importanti
- Choktal
- Kosh Köl
- Tamchy